# Heliconius laurentina
Heliconius laurentina är en fjärilsart som beskrevs av Heinrich Neustetter 1927. Heliconius laurentina ingår i släktet Heliconius och familjen praktfjärilar. Inga underarter finns listade i Catalogue of Life.